# Rim Jong-un
Rim Jong-un (koreanisch 임종언; * 30. Oktober 2007) ist ein südkoreanischer Shorttracker.

## Werdegang
Rim trat international erstmals bei den Juniorenweltmeisterschaften 2024 in Danzig in Erscheinung. Dort gewann er die Goldmedaille sowohl im Einzel über 1500 m als auch mit der Herrenstaffel über 3000 m. Weiterhin gewann er zwei Silbermedaillen und eine Bronzemedaille. Bei den darauffolgenden Juniorenweltmeisterschaften 2025 in Calgary errang er vier Goldmedaillen.
Bei den Ausscheidungsläufen zur südkoreanischen Nationalauswahl für die olympische Saison 2025/2026, die im April 2025 stattfanden, errang er den ersten Platz. Dadurch ist er für alle Veranstaltungen der Wettkampf-Saison 2025/2026, an denen Südkorea teilnimmt, als Top-Läufer gesetzt.